# Somatina morata
Somatina morata là một loài bướm đêm trong họ Geometridae.